# Quinton (New Jersey)
Quinton – jednostka osadnicza w Stanach Zjednoczonych, w stanie New Jersey, w hrabstwie Salem.